# Stone County (Mississippi)
 For alternative betydninger, se Stone County. (Se også artikler, som begynder med Stone County)
Stone County er et county i den amerikanske delstat Mississippi. 
30°47′N 89°07′V / 30.79°N 89.12°V